# Purshia
Purshia és un gènere de plantes rosàcies natives de l'oest d'Amèrica del Nord (en anglès:bitterbrush o cliff-rose). La classificació de Purshia dins les rosàcies no està clara. Aquest gènere va ser ubicat originàriament dins la subfamília Rosoideae, però actualment ho està a la subfamília Dryadoideae.
Són plantes actinorizes, és a dir, no són lleguminoses però fan la fixació del nitrogen gràcies als bacteris Frankia.
Són arbusts caducifolis o perennifolis que fan de 0,3–5 m d'alt.
Les espècies perennifòlies van ser tractades separadament en el gènere Cowania i encara ho fan alguns botànics.

## Taxonomia
- Purshia ericifolia - Heath Cliffrose. Texas.
- Purshia glandulosa - Desert Bitterbrush. Nevada, Utah, Arizona.
- Purshia mexicana - Mexican Cliffrose (syn. Cowania mexicana). Mèxic, Arizona.
- Purshia pinkavae - Pinkava's Cliffrose. Arizona.
- Purshia plicata - Antelope Bush (syn. Cowania plicata). Mèxic (Nuevo León).
- Purshia stansburiana - Stansbury Cliffrose (sinònim P. mexicana var. stansburiana, Cowania stansburiana). Idaho south to California, Arizona and New Mexico.
- Purshia subintegra (possiblement un híbrid entre P. pinkavae i P. stansburiana). Arizona.
- Purshia tridentata - Antelope Bitterbrush. British Columbia south fins a Califòrnia i New Mexico.

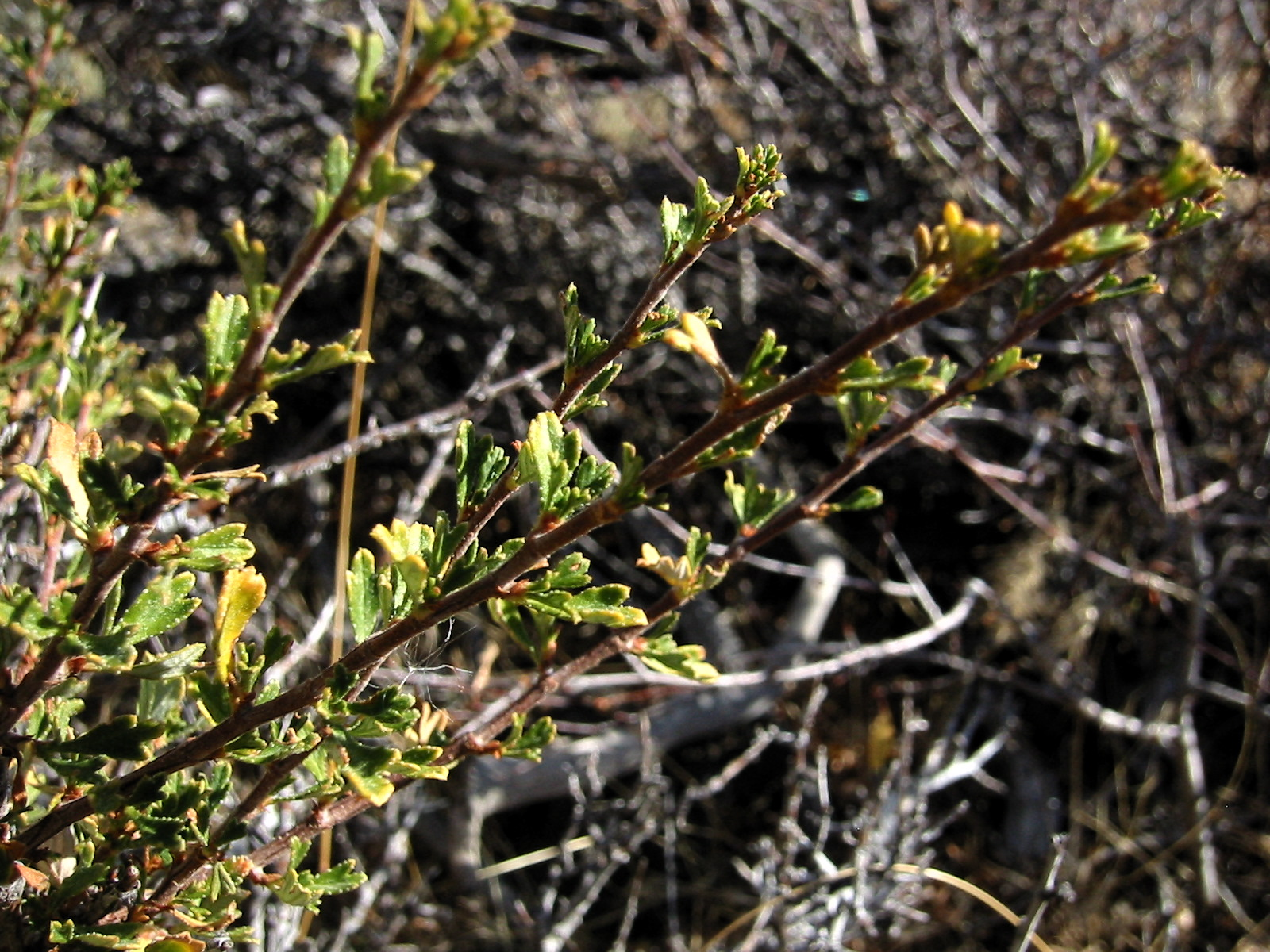
P. tridentata, Lava Beds National Monument
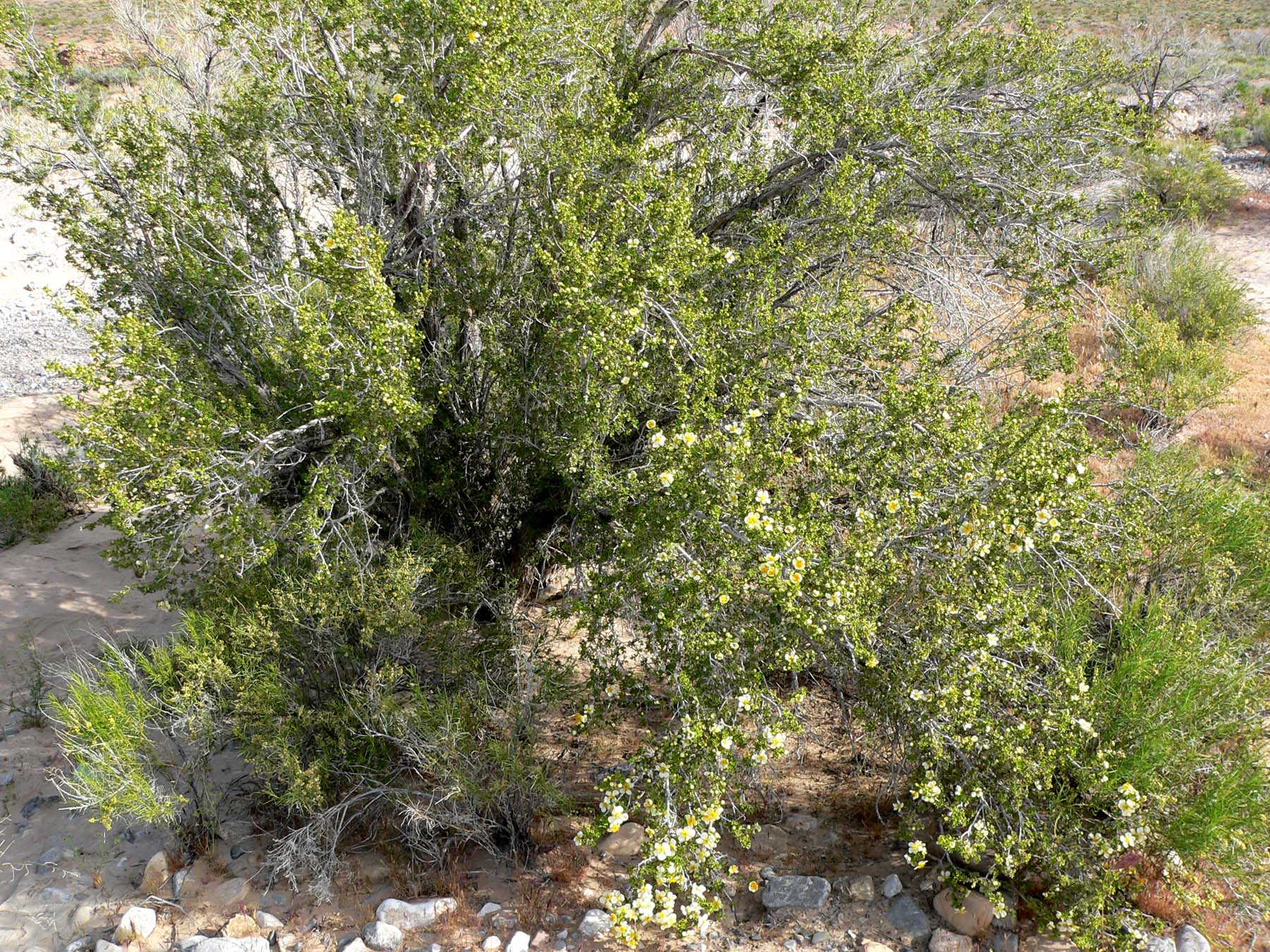
P. stansburiana, Red Rock Canyon, Nevada
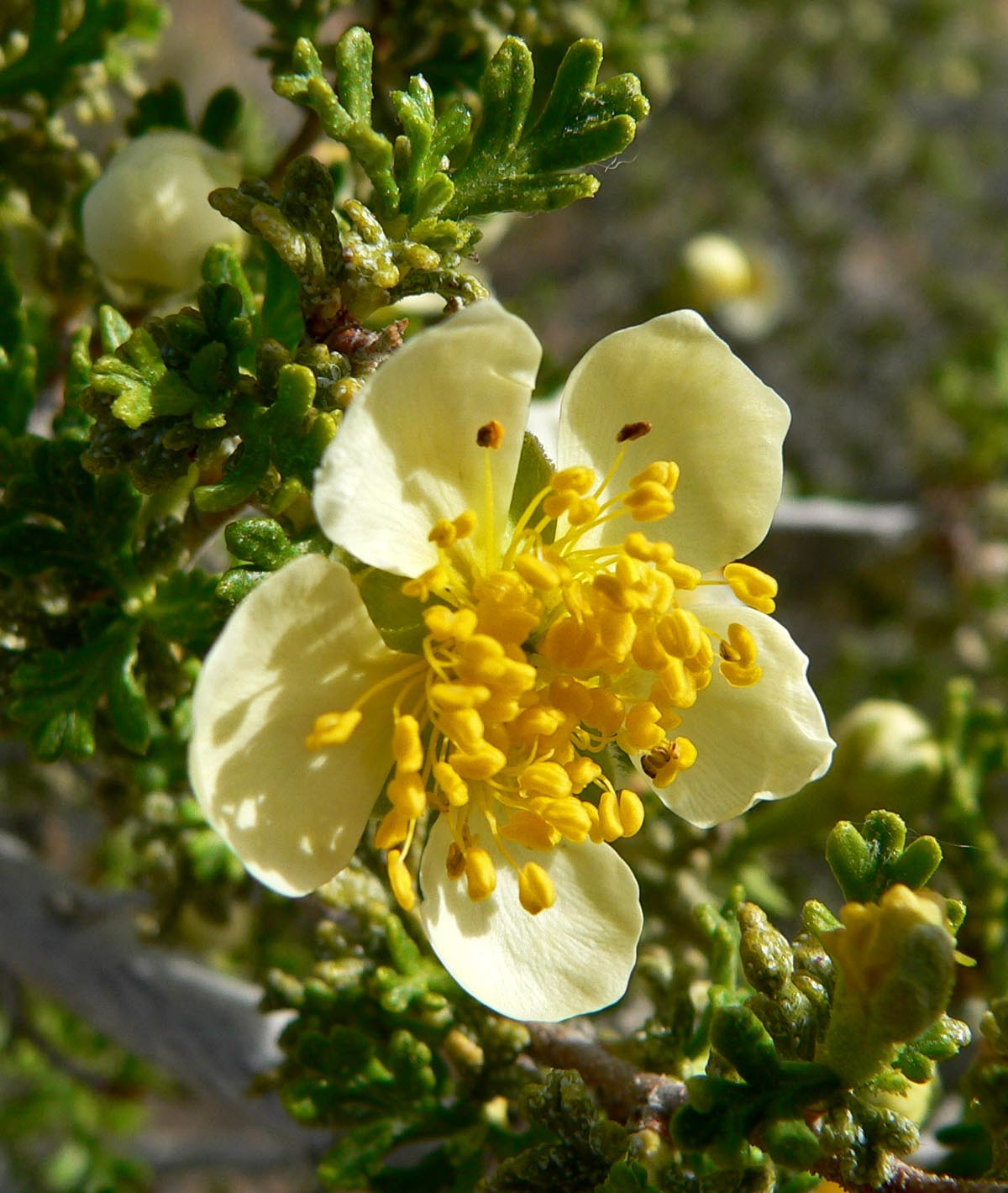
P. stansburiana, Red Rock Canyon, Nevada